# 西班牙语国家和地区列表
西班牙语国家和地区列表是一个以西班牙语（或称卡斯提亞語）为官方语言的国家和地区的列表。

西班牙语在世界上的分佈
母語
官方及行政語言
第二語言

## 概述
西班牙语是20个独立的主权国家和波多黎各地区的官方语言。除去西班牙语的发源地西班牙，大部分说西班牙语的人口分布于前西班牙帝国的殖民地，主要集中于拉丁美洲，故称说西班牙语的美洲国家和地区为“西班牙语美洲”。如今的美国西部和南部也有相当数量的西班牙语人口，因为这些地区（今加利福尼亚州、得克萨斯州、新墨西哥州、犹他州、亚利桑那州、内华达州、科罗拉多州、佛罗里达州等）也曾经是西班牙的殖民地（属新西班牙总督辖区）或独立后的墨西哥的领土（除佛罗里达州外），美墨战争后割让给美国，加上一直存在的来自西班牙语邻国（主要是墨西哥，还有古巴等）的移民，使得西班牙语在这些地区依然通行。雖然美国本土没有任何一个州在法律上把西班牙语确定为官方语言，不過有部分政府網站及文件提供西班牙語版本。

## 按人口排列
人口以2007年初的估计数据为准。

### 主权国家
| 排名 | 国家（西班牙语） | 全名（西班牙语）           | 人口 (2023年) |
| ---- | ---------------- | -------------------------- | ------------- |
| 1    | 墨西哥（México）       | 墨西哥合众国（Estados Unidos Mexicanos）           | 128,455,567   |
| 2    | 哥伦比亚（Colombia）     | 哥伦比亚共和国（República de Colombia）         | 52,085,168    |
| 3    | 西班牙（España）       | 西班牙王国（Reino de España）             | 47,519,628    |
| 4    | 阿根廷（Argentina）       | 阿根廷共和国（República Argentina）           | 45,773,884    |
| 5    | 秘鲁（）         | 秘鲁共和国（República del Perú）             | 34,352,719    |
| 6    | 委内瑞拉（Venezuela）     | 委内瑞拉玻利瓦尔共和国（República Bolivariana de Venezuela） | 28,838,499    |
| 7    | 智利（）         | 智利共和国（República de Chile）             | 19,629,590    |
| 8    | 厄瓜多尔（Ecuador）     | 厄瓜多尔共和国（República del Ecuador）         | 18,190,484    |
| 9    | 危地马拉（Guatemala）     | 危地马拉共和国（República de Guatemala）         | 18,092,026    |
| 10   | 古巴（）         | 古巴共和国（República de Cuba）             | 11,194,449    |
| 11   | 玻利维亚（Bolivia）     | 多民族玻利维亚国（Estado Plurinacional de Bolivia）       | 12,388,571    |
| 12   | 多明尼加（República Dominicana）     | 多明尼加共和国（República Dominicana）         | 11,332,972    |
| 13   | 洪都拉斯（Honduras）     | 洪都拉斯共和国（República de Honduras）         | 10,593,798    |
| 14   | 巴拉圭（）       | 巴拉圭共和国（República del Paraguay）           | 6,861,524     |
| 15   | 萨尔瓦多（El Salvador）     | 萨尔瓦多共和国（República de El Salvador）         | 6,364,943     |
| 16   | 尼加拉瓜（Nicaragua）     | 尼加拉瓜共和国（República de Nicaragua）         | 7,046,310     |
| 17   | 哥斯达黎加（Costa Rica）   | 哥斯达黎加共和国（República de Costa Rica）       | 5,212,173     |
| 18   | 巴拿马（Panamá）       | 巴拿马共和国（República de Panamá）           | 4,468,087     |
| 19   | 乌拉圭（Uruguay）       | 乌拉圭东岸共和国（República Oriental del Uruguay）       | 3,423,108     |
| 20   | 赤道几内亚（）   | 赤道几内亚共和国（República de Guinea Ecuatorial）       | 1,722,254     |
|      | 總計             |                            | 574,294.854   |

西班牙语作为菲律宾的官方语言一直到1973年，自1987年以后又从菲律宾学生的必修课目中去除。不过，2007年8月8日，菲律宾总统葛洛麗雅·艾羅育宣布从2008年1月起恢复西班牙语的官方语言地位，并向西班牙政府求助以完成她的计划，该计划包括一个官方的仪式和将西班牙语重新列入菲律宾教学系统的必修课程，成為第一個作為西班牙語的第一外語的亞洲地區。。
| 国家（西班牙语） | 全名（西班牙语） | 人口       |
| ---------------- | ---------------- | ---------- |
| 菲律宾（）       | 菲律宾共和国（República de las Filipinas） | 87,857,473 |

### 其他地区
| 地区（西班牙语） | 全名（西班牙语）   | 人口(2023） | 地位           |
| ---------------- | ------------------ | ----------- | -------------- |
| 波多黎各（）     | 波多黎各自由邦（Estado Libre Asociado de Puerto Rico） | 3,260,314   | 美國領土自治邦 |

此外，在美国的新墨西哥州，虽然没有一种语言是法律上的官方语言，但西班牙语被认为是事实上的官方语言之一。

### 國際組織
有多个国际组织以西班牙语作为官方语言，其中较重要的有：
| - 聯合國（UN） - 歐洲聯盟（EU） - 南美洲国家联盟（UNASUR） - 非洲聯盟（AU） - 中美洲統合體（SICA） - 拉丁美洲议会（Parlatino） - 拉美經委會（ECLAC） - 美洲國家組織 (OAS) |  | - 歐洲安全與合作組織（OSCE） - 伊比利亚美洲组织（OEI） - 世界貿易組織（WTO） - 北美自由貿易協議（NAFTA） - 南美共同市場（MERCOSUR） - 安第斯条约组织（CAN） - 加勒比共同體（CARICOM） - 拉丁美洲一体化协会（ALADI） - 南極條約秘書處（ATS） |  | - 國際勞工組織（ILO） - 糧農組織（FAO） - 國際電信聯盟（ITU） - 拉丁語聯盟 - 國際刑警組織 - 國際足球總會（FIFA） |

## 重要的少数民族语言
虽然不是国家一级的官方语言，但下文所述的每个国家和领土中，大量少数群体经常使用西班牙语。在每一种领域，公共服务和信息都以西班牙语广泛提供，各种形式的印刷和广播媒体也广泛提供。
| 领土     | 人口 (2014) | 使用人口总数 | 讲西班牙语 百分比 |
| -------- | ----------- | ------------ | ----------------- |
| 安道尔   | 85,458      | 29,907       | 35%               |
|          | 340,844     | 106,795      | 31%               |
| 直布罗陀 | 29,185      | 23,857       | 82%               |
| 美国     | 318,892,103 | 59,763,631   | 19%               |

### 安道尔
西班牙语不是官方语言，但在安道尔公国也具有特殊地位（在教育系统、媒体和一些官方文件中），安道尔公国与西班牙接壤。

### 
西班牙语在中美洲国家伯利兹没有官方承认，伯利兹是英联邦的一个联邦成员，英语是官方的国家语言。然而，该国与讲西班牙语的墨西哥和危地马拉接壤，根据2010年伯利兹人口普查，相当一部分人口使用西班牙语；30%的人声称西班牙语是母语，大约50%的人口有母语水平。

### 直布罗陀
西班牙语不是官方的，但在与西班牙接壤的英国海外领土直布罗陀，也具有特殊地位（在教育系统、媒体和一些官方文件中）。

### 美国
西班牙语在美国西南部和佛罗里达州已经使用了几个世纪，这些地区曾经是新西班牙的一部分。然而，今天只有一小部分说西班牙语的人把他们的语言追溯到那些时代；绝大多数发言者来自最近的移民。只有在新墨西哥州北部和科罗拉多南部，西班牙语才自殖民时代以来一直不间断地维持着讲西班牙语的社区。西班牙语是美国学校学习最多的外语，有4100万人以母语使用，另外还有1100万人能说流利的第二语言。  虽然不是官方的，但西班牙语在美国新墨西哥州的教育方面具有特殊的地位。 美国有近6000万母语和第二语言的人，现在拥有仅次于墨西哥的世界第二大西班牙语人口。 西班牙语在商业和政治领域越来越多地与英语并列。在美国，语言由北美西班牙语学院管理。
| 地域       | 官方地位             | 使用人口             | 旗帜           | 地图 |
| ---------- | -------------------- | -------------------- | -------------- | ---- |
| 波多黎各   | 与英语并列为官方语言 | 绝大多数人使用的母语 | 波多黎各国旗   |      |
| 新墨西哥州 | 与英语并列为官方语言 | 第二语言             | 新墨西哥州州旗 |      |

## 按地域分布

### 使用西班牙語國家列表
| 國家       | 所屬大洲 | 首都           | 國旗           | 國徽           | 地图 |
| ---------- | -------- | -------------- | -------------- | -------------- | ---- |
| 西班牙     | 欧洲     | 马德里         | 西班牙国旗     | 西班牙国徽     |      |
| 墨西哥     | 北美洲   | 墨西哥城       | 墨西哥国旗     | 墨西哥国徽     |      |
| 哥伦比亚   | 南美洲   | 波哥大         | 哥伦比亚国旗   | 哥伦比亚国徽   |      |
| 阿根廷     | 南美洲   | 布宜诺斯艾利斯 | 阿根廷国旗     | 阿根廷国徽     |      |
| 秘魯       | 南美洲   | 利马           | 秘鲁国旗       | 秘鲁国徽       |      |
| 委內瑞拉   | 南美洲   | 加拉加斯       | 委内瑞拉国旗   | 委内瑞拉国徽   |      |
|            | 南美洲   | 基多           | 厄瓜多尔国旗   | 厄瓜多尔国徽   |      |
| 智利       | 南美洲   | 圣地亚哥       | 智利国旗       | 智利国徽       |      |
|            | 北美洲   | 瓜地馬拉市     | 危地马拉国旗   | 危地马拉国徽   |      |
| 玻利维亚   | 南美洲   | 苏克雷         | 玻利维亚国旗   | 玻利維亞國徽   |      |
| 古巴       | 北美洲   | 哈瓦那         | 古巴國旗       | 古巴國徽       |      |
|            | 北美洲   | 特古西加尔巴   | 洪都拉斯国旗   | 洪都拉斯国徽   |      |
| 巴拉圭     | 南美洲   | 亞松森         | 巴拉圭國旗     | 巴拉圭国徽     |      |
| 薩爾瓦多   | 北美洲   | 圣萨尔瓦多     | 萨尔瓦多国旗   | 萨尔瓦多国徽   |      |
| 尼加拉瓜   | 北美洲   | 馬拿瓜         | 尼加拉瓜國旗   | 尼加拉瓜国徽   |      |
|            | 北美洲   | 圣何塞         | 哥斯达黎加国旗 | 哥斯达黎加国徽 |      |
| 巴拿马     | 北美洲   | 巴拿马城       | 巴拿马国旗     | 巴拿马国徽     |      |
|            | 北美洲   | 圣多明各       | 多米尼加国旗   | 多米尼加国徽   |      |
| 乌拉圭     | 南美洲   | 蒙得维的亚     | 乌拉圭国旗     | 乌拉圭国徽     |      |
| 赤道几内亚 | 非洲     | 馬拉博         | 赤道几内亚国旗 | 赤道几内亚国徽 |      |

### 欧洲
欧洲虽然是西班牙语的发源地，但仅有西班牙一国将其作为官方语言。
- 西班牙

### 美洲
美洲、尤其是拉丁美洲是前西班牙帝国的殖民地最集中的地区，因此西班牙语在美洲非常流行，是美洲第一大语言。

#### 北美
北美三国（美国、加拿大和墨西哥）中只有墨西哥以西班牙语为官方语言，而虽然有很多美国人说西班牙语，但西班牙语只有在新墨西哥州才具有事实上的官方语言地位。
- 墨西哥
- 新墨西哥（ 美国）

#### 中美洲
中美洲除伯利兹外的所有国家都以西班牙语为官方语言。
- 危地马拉
- 萨尔瓦多
- 洪都拉斯
- 尼加拉瓜
- 哥斯达黎加
- 巴拿马

#### 加勒比地区
- 古巴
- 多明尼加

#### 南美
南美除巴西、圭亚那和苏里南外的所有国家都以西班牙语为官方语言。
- 哥伦比亚
- 委内瑞拉
- 厄瓜多尔
- 秘鲁
- 玻利维亚
- 巴拉圭
- 智利
- 阿根廷
- 乌拉圭

### 非洲
在非洲只有赤道几内亚一国以西班牙语为官方语言，还有数个西班牙的海外领地当然地以西班牙语作为官方语言。
- 赤道几内亚
- 休达（西班牙）
- 梅利利亚（西班牙）
- 加那利群岛（西班牙）

## 注解
1. ↑  “卡斯蒂利亚语”（Castellano）是西班牙语使用者对语言的自称，但在相对于其他国家的语言时以国家的名称称呼“西班牙语”（Español）。
2. ↑  西班牙语和瓜拉尼语同为官方语言。
3. ↑  西班牙语为第一官方语言，法语为第二官方语言，葡萄牙语为第三官方语言。
4. ↑  如今菲律宾的官方语言为菲律宾语和英语。
5. ↑  在安道尔，西班牙语和法语一样，虽然是该国的通行语言，但是该国的官方语言却只有加泰罗尼亚语。
6. ↑  西班牙语在伯利兹虽然不是官方语言，但也很通用。
7. ↑  法属圭亚那以及福克蘭群島在南美，但不是国家。

## 外部連結
- （简体中文）中华人民共和国外交部网站 （页面存档备份，存于）